# Kettingslijtagemeter

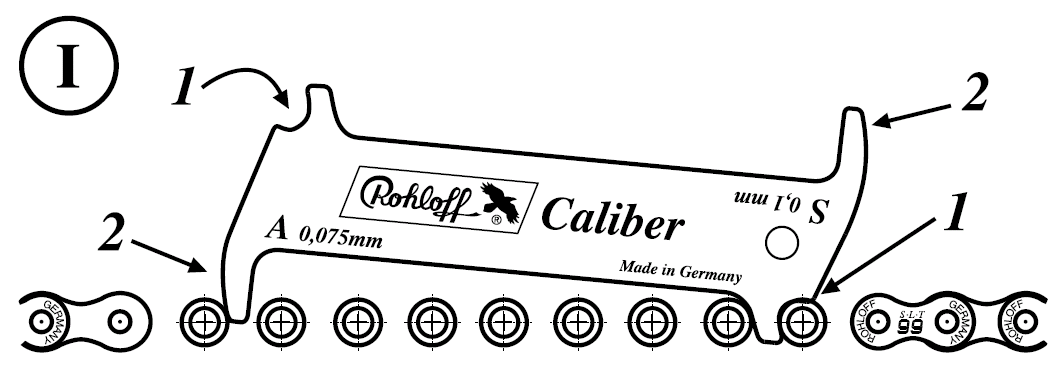
Bij een nieuwe of niet-versleten ketting valt de kettingslijtagemeter niet tot op de fietsketting

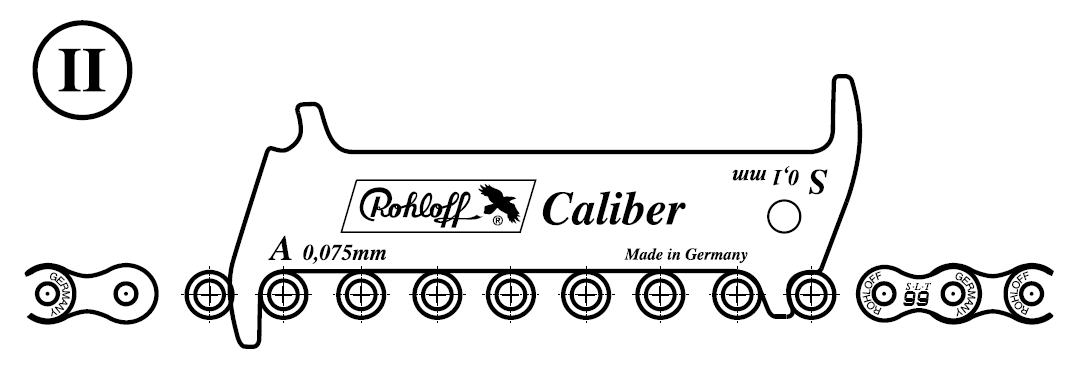
Een versleten ketting met de kettingslijtagemeter

Een kettingslijtagemeter is een instrument waarmee de slijtage van een fietsketting wordt bepaald.
Een ketting slijt op zijn draaipunten (vooral de pennen en de gaten) en wordt daardoor in de loop van de tijd langer. De ketting past daardoor niet meer perfect op de kettingwielen, die hierdoor ook zullen gaan slijten. Wanneer alleen de ketting vervangen wordt, maar de kettingwielen niet, dan zal de nieuwe ketting slecht over de ingesleten kettingwielen draaien en daardoor snel slijten en overslaan. Daarom moeten ketting en kettingwielen tegelijkertijd vervangen worden. Bij een nieuwe ketting en kettingwielen kan men in de loop van de gebruiksduur met een kettingslijtagemeter de verlenging van de ketting meten. Bij een nog beperkt verschil in verlenging hoeven de kettingwielen nog niet vervangen te worden. In dat geval loont het om alleen (en tijdig) de ketting te vervangen; vooral voor wat duurdere en kwalitatief hoogwaardige racefietsen loont dit aanzienlijk, aangezien de vervanging van de kettingwielen voor én achter een kostbare aangelegenheid is.
Met een deel van de kettingslijtagemeters kunnen twee verschillende slijtagemetingen worden gedaan, bepaald door het materiaal van de kettingwielen (staal versus aluminium). Ook bestaan er varianten op dit gereedschap waarin een indicatie van de slijtage wordt gegeven in een schaalverdeling. In het algemeen dient bij aluminium en titanium tandwielen eerder de ketting vervangen te worden dan bij stalen tandwielen.
Een alternatief gereedschap om de verlenging van de ketting te meten is de schuifmaat.